# Kingdom Builder
Kingdom Builder est un jeu de société créé par Donald X. Vaccarino en 2011 et publié par Queen Games.

## Principe général
Par le placement de cités sur la carte, chaque joueur construit un royaume en cherchant à accumuler le maximum d'or.

## Règle du jeu

### But du jeu
Posséder plus d'or (points de victoire) à la fin de la partie que les autres joueurs.

### Matériel
- 8 plateaux, tous différents, représentant des terrains sur des hexagones (mer, plaine, désert...)
- 28 tuiles représentant huit lieux différents, avec leurs huit plaquettes explicatives correspondantes
- pour chacune des quatre couleurs
  - 40 cités
  - 1 pion marqueur de score
- 25 cartes terrain
- 10 cartes objectifs (en 5 langues, soit 50 cartes au total)
- la règle du jeu (en 5 langues également)

### Mise en place
Quatre plateaux sont tirés au sort et assemblés pour former un grand plateau rectangulaire.
Trois cartes objectifs sont tirées au sort et placées face découvertes à côté du plateau.

### Déroulement
À son tour de jeu, un joueur pioche une nouvelle carte terrain et place 3 de ses cités sur le type de terrain représenté sur la carte. Il y a une contrainte : le joueur est obligé de poser ses cités adjacentes les unes aux autres, si cela est possible. C'est seulement si aucun terrain valide n'est adjacent à l'une de ses cités que le joueur peut décider de s'implanter à un nouvel endroit sur le plateau, mais toujours sur le type de terrain représenté sur sa carte.
Une cité adjacente à un lieu sur le plateau permet au joueur de récupérer la tuile du lieu en question. Aux tours suivants, le joueur disposera d'un avantage grâce à cette tuile : placement d'une quatrième cité par tour, possibilité de déplacer ses cités, possibilité de construire une cité sur l'eau, etc.

### Fin de partie et vainqueur
Le jeu se termine lorsqu'un joueur a placé toutes ses cités.
Un décompte a lieu par joueur et par carte objectif. Le joueur le plus riche à la fin de la partie l'emporte.

## Extensions
- Capitol (2011) : mini extension de 2 tuiles
- Caves (2012) : mini extension de 4 tuiles
- Nomads (2012) : extension avec 4 nouveaux plateaux et 3 nouvelles cartes objectifs
- Crossroads (2013) : extension avec 4 nouveaux plateaux et 6 nouvelles cartes objectifs

## Récompenses
- Spiel des Jahres  2012